# Портвейн красный Ливадия
Портве́йн кра́сный Лива́дия — марочное красное крепкое вино. Единственный производитель — ГК НПАО «Массандра» в Крыму.

## История
Вино производится с 1891 года. Данная марка вина содержалась ещё в винных подвалах императора Николая II. Его изготавливают из сорта винограда Каберне Совиньон, который произрастает на Южном берегу Крыма. Используют только виноград содержащий массовую долю сахара 22 %. Виноград произрастает преимущественно на шиферных почвах.
Характеристики вина: содержание спирта 18,5 %, сахара 8 г/100 см³, титруемых кислот 4—6 г/куб. дм.
Цвет насыщенный гранатовый. Букет с сафьяновыми тонами. Вкус с оттенками вишнёвой косточки. Вино выдерживают 3 года.
Вино производится ГП «Ливадия» входящим в состав ГК НПАО «Массандра». Ранее вино производилось под маркой: «Ливадия № 80».

## Награды
На международных конкурсах вино награждено: 3 золотыми и 5 серебряными медалями. Среди них награды на конкурсах: «Любляна» (1955), «Брюссель» (1958), «Венгрия» (1958).